# 朗蒙特 (科罗拉多州)
朗蒙特（英語：Longmont）是美国科罗拉多州博尔德县和韋爾德縣下属的一座城市。建市于1885年11月15日，面积大约为27.654平方英里（71.623平方公里）。根据2010年美国人口普查，该市有人口86,270人。2011年估计该市有人口87,712人，相比2010年人口增长率为1.67%。同时，论人口该市是科罗拉多州第13大城市。